# This is love
『This is love』是SMAP的第45張單曲，於2010年8月4日由Victor Entertainment發行。

## 概要
- 繼『悄悄地緊緊地/Super Star★』久違了一年的細碟。
- 此細碟是SMAP CD中首次以三種不同版本發行，分別有『通常盤』、『SB Version』及『SS Version』。當中初回限定盤『SB Version』及『SS Version』的第3首B面歌是不同之外，兩隻附送的DVD收錄也是不同。另外此兩個版本CD封面印有「期待Your Number」，由000001開始印上。而當選號碼中50人中就可以參加在2010年9月15日舉行的東京巨蛋的演唱會後台觀摩。『通常盤』則印上Serial Number，透過此號碼可以在日本手提電話網絡下載SMAP成員的來電聲音。
- 繼『子彈FIGHTER』以來，再次以成員相片作為封面。
- 雖然SS Version的DVD有收錄『This is love』影像，但只是特典影片。實質是由『世界中獨一無二的花（單曲版本）』以來，沒有製作宣傳用的音樂錄影帶。
- SB Verison中『Love & Peace Inside?』也收錄於兩星期前發售的專輯『We are SMAP!』第11首歌曲。
- 『This is Love』是SMAP×SMAP主題歌，而『Love & Peace Inside?』是日本手提電話公司Softbank的廣告歌。
- 歌詞本中所印下『This is love』的Rap部分是刻意令英文字母排成『D.E.L.I.C.O.S.M.A.P.』。
- 『This is Love』的作詞及作曲均由LOVE PSYCHEDELICO提供。
- 於2010年8月16日獲得Oricon單曲週榜首位，是繼B'z後，第2位藝人單曲作品連續20年排行10位內。這亦是SMAP連續12個單曲作品及總計23個單曲作品獲得第1名。另外，首週銷量達27萬，是繼『世界中獨一無二的花（單曲版本）』以來，相距7年5個月再次在首週銷量突破25萬。而且，首週銷量比『子彈FIGHTER』至『悄悄地 緊緊地/Super Star★』的個別作品總銷量為高。
- B面歌曲『Glamorous』為石川遼代言的樂天集團「GREEN GUM」的廣告歌。
- SMAP将于2010年的红白歌合战上，以『This is love』担任总压轴，这也是SMAP第三次担任NHK红白歌合战的总压轴。

## 收錄歌曲及內容

### 通常盤
1. This is love
  - 作詞及作曲：LOVE PSYCHEDELICO
2. Glamorous
  - 作詞及作曲：小室哲哉 / 編曲：Army Slick
3. This is love（back track）
4. Glamorous（back track）

### SB Version
CD
1. This is love
2. Glamorous
3. Love & Peace Inside?
  - 作詞、作曲及編曲：槇原敬之
4. This is love（back track）
5. Glamorous（back track）
6. Love & Peace Inside?（back track）

DVD
- 『Love & Peace Inside?』特別映像

### SS Version
CD
1. This is love
2. Glamorous
3. Secret Summer
  - 作詞：市川喜康 / 作曲及編曲：本間昭光
4. This is love（back track）
5. Glamorous（back track）
6. Secret Summer（back track）

DVD
- 『This is love』特別映像

## 外部連結
- This is love（通常盤）（页面存档备份，存于） （@Victor Entertainment）
- This is love（SB Version）（页面存档备份，存于） （@Victor Entertainment）
- This is love（SS Version）（页面存档备份，存于） （@Victor Entertainment）